# Гилюй
Гилю́й — река в Амурской области России, второй по величине правый приток Зеи, бассейн Амура. Длина реки составляет 545 км, площадь водосборного бассейна — 22 500 км². Основные притоки — Могот и Тында.
Населённые пункты у реки (от истока к устью): Маревый, Восточный, Первомайское (на реке Тында, вблизи впадения её в Гилюй).
Зарождается на южном склоне Станового хребта, носит характер горной реки, большая часть русла которой пролегает в каньонообразном рельефе. В бассейне реки более 400 озёр общей площадью около 27 км². Протекает в лиственничной тайге. Высота устья — 315 м над уровнем моря.
Впадает с северо-западного направления в южную часть Зейского водохранилища в районе хребта Тукурингра. Образует извилистый, протяженный залив общей длиной до 50-70 км приблизительно в 30 км от сооружений Зейской ГЭС. До создания водохранилища скорость течения на этом отрезке достигала 5 м/с и река изобиловала многочисленными перекатами и порогами.
Формирование нижнего течения современной реки происходило в неогеновый и четвертичный периоды — по мере образования и подъёма хребта Тукурингра равнинная река в этом районе формировала каньон, что в результате и привело к современному рельефу раздвоенного горного массива. Горная цепь в современный период испытывает подъём со скоростью метр за тысячу лет, сейсмичность района составляет 8 баллов. Бассейн реки расположен в области распространения мерзлоты, которая имеет здесь островной характер, мощность слоёв с температурой −2—−3 °C может достигать 12-14 м.

## Зейский заповедник
В восточной части хребта Тукурингира и в районе Зейского водохранилища в 1963 году по инициативе Дальневосточного филиала Сибирского отделения АН СССР был организован заповедник. Территория площадью 825 км² более чем на 80 % покрыта лесом, 7,7 км² приходится на водоемы. По долинам мелких притоков Зеи в заповедную территорию вклиниваются узкие заливы водохранилища, наиболее протяженный в месте впадения Гилюя.
На территории заповедника, в восточной части хребта Тукурингира, проходит южная граница вечной мерзлоты.

## Проект гидроэлектростанции
На Гилюе планируется создание электростанции с плотиной высотой 104 м, мощностью 462 МВт и годовой выработкой 1,146 млрд кВт⋅ч. По состоянию на 2015 год, дата начала работ неизвестна, однако электростанция упоминается в соглашении между ОАО «РусГидро» и «China Three Gorges Corporation», подписанном 9 ноября 2014 года.